# 2010 год в истории железнодорожного транспорта
2010 год в истории железнодорожного транспорта

## События

### В России

Электропоезд «Сапсан» встречается с переполненным пригородным электропоездом 25 июня

- С 20-х чисел июня до середины июля на Горьковском направлении Московской железной дороги в преддверии запуска скоростного электропоезда «Сапсан» проводился ремонт путей, из-за которого были отменены или сокращены десятки пригородных электропоездов. В результате данных отмен и аномальной жары на платформах и в поездах возникали сильные давки, в которых пассажиры нередко теряли сознание, а также произошло резкое увеличение количества случаев проезда снаружи поездов[1].

- 30 июля — состоялись первые коммерческие рейсы скоростных электропоездов «Сапсан» по маршрутам Нижний Новгород — Москва — Санкт-Петербург и Санкт-Петербург — Москва — Нижний Новгород[2].

- 16 августа — электропоезд «Сапсан» перевёз миллионного пассажира[3].

- 1 декабря — В Орловской области грузовой поезд протаранил автобус с пассажирами. ДТП произошло на перегоне Моховая — Благодатная МЖД в 15:00 мск. Один пассажир автобуса погиб, трое включая водителя, получили ранения. Всего в автобусе находились 15 человек[4].

### В мире
- 4 января на железнодорожном вокзале Хельсинки произошла аварийная ситуация: находившиеся в тупике четыре двухэтажных вагона неуправляемые покатились под уклон в сторону тупиковых упоров вокзала и врезались в них на скорости 20—30 км/ч. Жертв на вокзале удалось избежать, так как пассажиров смогли оповестить по вокзальной трансляции и те покинули опасное место[5].
- 7 января вновь прервано движение поездов по Евротоннелю[6]. На этот раз официальной причиной происшествия называют «проблемы со сцеплением»[7].
- 6 февраля в Китае открыто движение по Чжэнчжоуской высокоскоростной железной дороге.
- 15 февраля на бельгийской станции Халле произошло лобовое столкновение двух поездов. Имеются жертвы[8].
- 28 мая на востоке Индии в штате Западная Бенгалия, в результате подрыва сошёл с рельсов следовавший из Колкаты в Мумбаи поезд «Гьянешвари Экспресс». В потерпевший крушение пассажирский состав врезался товарный поезд, который шёл в противоположном направлении. Погибли 100 и пострадали ещё несколько сотен человек[9].
- 21 июня в Республике Конго сошёл с рельсов пассажирский поезд. В результате железнодорожной катастрофы погибли 76 человек.
- 19 июля — в Индии в штате Западная Бенгалия столкнулись два пассажирских поезда. Погибли как минимум 60 человек. Ещё 170 человек серьёзно пострадали[10].
- 2 октября — в Индонезии на острове Ява произошли две железнодорожные катастрофы. В этих катастрофах погибли более 30 человек[11].
- 12 октября на Украине на железнодорожном переезде столкнулись локомотив и пассажирский автобус. 45 человек погибли.
- 13 октября на Украине на железнодорожном переезде в селе Тарасовка Киевской области поезд Киев-Трускавец протаранил скорую с беременной женщиной. По предварительной версии, на переезде был закрыт шлагбаум однако, машина скорой помощи выехала на железнодорожные пути и заглохла. Машинист поезда не успел затормозить: скорую протянуло поездом около 600 метров, в результате супружеская пара погибла на месте ДТП, водителя и врача скорой помощи, которые выжили при столкновении, отвезли в больницу, но врач умерла на операционном столе.[12].
- 22 октября около 18:00 на железнодорожном переезде в пгт. Брюховичи (около Львова) локомотив наехал на легковой автомобиль марки Mercedes, в котором находились двое взрослых и ребёнок, рассказывают очевидцы аварии. По предварительной информации, двое взрослых погибли на месте чрезвычайного происшествия, ребёнок госпитализирован в больницу.[13][14]
- Открыт скоростной маршрут Санкт-Петербург—Хельсинки.

## Новый подвижной состав
- Построен первый тепловоз серии ТУ10.

## Персоны

### Скончались
- 15 августа Виктор Фадеевич Соколов — машинист Локомотивного депо Москва-Сортировочная. Дважды Герой Социалистического Труда.